# Castelo de Portuzelo
O Castelo de Portuzelo, ou Palacete de António Pereira da Cunha, é um palacete localizado na freguesia de Santa Marta de Portuzelo, no município e no Distrito de Viana do Castelo, em Portugal.
É um palácio de estilo romântico, de feição acastelada, de planta quadrangular e alçados de dois registos encimados por uma torre central, conjugando elementos neo-góticos e neo-manuelinos.
Encontra-se classificado como Imóvel de Interesse Público, por Decreto publicado em 29 de Setembro de 1977.
Pertencia à família da nobreza dos Pereira da Cunha, senhores da Casa Grande, de Paredes de Coura, cujo principal personagem foi o poeta António Pereira da Cunha e Castro Lobo, autor do desenho da transformação desta sua residência que, segundo várias fontes, serviu como um meio de contacto, assimilação e transferência de novos referentes culturais (à época), podendo assim relacionar com elementos e formas arquitetónicas análogas existentes noutros contextos, identificando possíveis modelos que interferiram na concretização do projeto de arquitetura ao nível da conformação imagética.
A construção deste palácio fortificado, datado de 1853, onde terá existido uma casa torre do século XIII, devesse ao referido poeta e miguelista que, regressado de uma viagem à Baviera, na Alemanha, com o propósito de assistir ao batizado do filho primogénito de D. Miguel I, desejou construir para si um castelo que lhe lembrasse essa sua experiência, e que se coadunasse ao emergente espírito romântico. Com o seu entusiasmo, o próprio terá desenhado a planta.